# Vachel Lindsay
Nicholas Vachel Lindsay (født 10. november 1879, død 5. december 1931) var en amerikansk poet. Han er kendt for at skrive lyrisk poesi. Hans mange brev-udvekslinger med poeten William Butler Yeats beskriver detaljeret Lindsays intentioner om at genoplive de musikalske kvaliteter i poesi, som var blevet brugt af de gamle grækere. På grund af Lindsays brug af midt-vestamerikanske ord blev han  kendt som "Prærietroubaduren". 

## De tidlige år
Lindsay blev født i Springfield, Illinois, hvor hans far — Vachel Thomas Lindsay — arbejdede som læge og havde en god økonomi. Som resultat deraf boede familien ved siden af Illinois Executive Mansion, der er hjem for guvernøren af Illinois. Denne placering af barndomshjemmet havde indflydelse på Lindsay, og et af hans digte, "The Eagle Forgotten", lovpriste Illinois guvernør John P. Altgeld, hvem Lindsay beundrede for hans mod, da han frikendte anarkisterne, der var involverede i "the Haymarket Riot" — på trods af stærke protester fra præsident Grover Cleveland.
Lindsay læste medicin på Hiram College i Ohio fra 1897 til 1900, men han ønskede ikke at være læge, for det var forældrene, der pressede ham til medicinstudiet. En dag skrev Lindsay hjem til sine forældre, at han ikke var egnet til at være læge, men at hans sande kald var at være maler. Hans forældre skrev tilbage, at læger kunne male i deres fritid. Han forlod - trods forældrenes svar - Hiram for at blive kunstner og tog til Chicago for at studere ved Art Institute of Chicago fra 1900 til 1903. Skolen forsøgte ifølge Lindsay selv at lave ham om til anden slags kunstner end den, han egentlig var, og i 1904 forlod han skolen og tog til New York School of Art (nu kendt som The New School) for at studere skrivning. Lindsay forblev interesseret i kunst resten af sit liv og lavede illustrationer til nogle af sine digte. 

## Starten som poet
Da Lindsay var i New York i 1905, vendte han sig mod poesi. Han forsøgte at sælge sine digte på gaden. Han printede selv sine digte og lavede en lille folder, hvor der stod "Rhymes To Be Traded For Bread", som han byttede for mad.
Fra marts til maj i 1906 rejste Lindsay cirka 600 miles på fod fra Jacksonville, Florida til Kentucky, hvor han byttede sin poesi til mad og husly. Fra april til maj i 1908 tog Lindsay endnu en poesisælgende tur, hvor han gik fra New York City til Hiram, Ohio.
Fra maj til september i 1912 rejste han — igen på fod — fra Illinois til New Mexico, hvor han byttede sine digte for mad og husly. Under denne sidste tur skrev Lindsay sit mest berømte digt, "The Congo". Da han kom tilbage, udgav Harriet Monroe hans digte i Poetry magazine, først hans digt "General William Booth Enters into Heaven" i 1913 og så "The Congo" i 1914. På dette tidspunkt blev Lindsay meget kendt. 

## Ægteskab, børn og finansielle problemer
Lindsay blev kendt over hele USA, specielt i Illinois, fordi hans rejser nogle gange var forsidenyt i statens aviser.
På trods af berømmelsen var Lindsays privatliv fuld af skuffelser, såsom hans usuccesfulde flirt i 1914 med en anden poet, Sara Teasdale, som giftede sig med en rig forretningsmand, Ernst Filsinger. Mens dette fik Lindsay til at bekymre sig om penge, blev han endnu mere presset senere hen.
I 1924 flyttede han til Spokane, Washington, hvor han boede på værelse 1129 på Davenport Hotel indtil 1929. Den 19. maj 1925 giftede hans sig med den 23-årige Elizabeth Connor. Den nu 45-årige poet fandt sig selv under et stort økonomisk pres, som mand til en betydeligt yngre kone.
Disse finansielle problemer eskalerede yderligere, da han i maj 1926 fik en datter, Susan Doniphan Lindsay, og i september 1927 en søn, Nicholas Cave Lindsay.
Desperat for at pengene skulle møde den voksende familie, tog Lindsay en masse udmattende småjobs gennem hele Øst- og Midtvesten, der varede fra oktober 1928 til marts 1929. Gennem denne tid fik han af Poetry magazine en lifetime achievement award på 500 dollars, hvilket dengang var mindre formue.
I april 1929 flyttede Lindsay og hans familie til hans barndomshjem i Springfield, Illinois. I det samme år, på cirka samme tid som børs-krakket i 1929, udgav Lindsay yderligere to digtsamlinger: The Litany of Washington Street og Every Soul A Circus. Han tjente penge på at udføre småjobs, men tjente generelt meget lidt med penge.

## Død og begravelse
Knust på grund af finansielle problemer og hans dalende helbred fra hans seks måneders "road-trip" sank Lindsay ned i en depression, og den 5. december 1931 begik Lindsay selvmord ved at drikke en flaske Lysol, (desinfektionsmiddel). Hans sidste ord var, "De prøvede at få mig – Jeg fik dem først!"
Lindsays grav findes på Oak Ridge Cemetery i Chicago.
1. ↑  Navnet er anført på engelsk og stammer fra Wikidata hvor navnet endnu ikke findes på dansk.